# Mario Sossi
Mario Sossi (Imperia, 6 febbraio 1932 – Genova, 6 dicembre 2019) è stato un magistrato, avvocato e politico italiano. Pubblico ministero nel processo al Gruppo XXII Ottobre, fu sequestrato dalle Brigate Rosse a Genova il 18 aprile 1974 e rilasciato a Milano il 23 maggio seguente.

## Biografia

### Origini e formazione
Nato a Imperia nel 1932, Sossi venne chiamato alle armi nel 1953 e fino al 1954 prestò servizio nel corpo militare degli alpini a cui resterà sempre legatissimo. Durante l'università militò nel FUAN, un'associazione studentesca missina. Laureatosi in Giurisprudenza, Sossi entrò in magistratura nel 1957 e aderì all'UMI, l'associazione dei magistrati politicamente più a destra, da cui comunque si dissocerà in seguito per il mancato sostegno dell'associazione, in suo favore, durante il sequestro.

### L'attività giudiziaria
Fu sostituto procuratore della procura della Repubblica del tribunale di Genova. Divenne noto all'opinione pubblica per l'inchiesta sugli scioperi negli ospedali psichiatrici di Quarto e Cogoleto, per l'arresto di alcuni edicolanti che avevano esposto al pubblico riviste pornografiche e infine per l'arresto dell'avvocato Giambattista Lazagna, sospettato di aver rubato armi ed esplosivi; quest'ultimo verrà prosciolto in istruttoria. Nel 1973 fu pubblico ministero nel processo che portò alla condanna dei membri del Gruppo XXII Ottobre. Al momento del rapimento da parte delle Brigate Rosse sosteneva l'accusa contro gruppi terroristici. 

### Il sequestro da parte delle Brigate Rosse

Sossi prigioniero delle Brigate Rosse

Alle 20.50 del 18 Aprile 1974, Sossi viene sequestrato, davanti alla sua abitazione in via del Forte di San Giuliano 2, da un commando composto da due brigatisti: Alfredo Bonavita e Paolo Maurizio Ferrari. Sossi viene incatenato, coperto da un sacco di iuta e fatto salire su un furgone diretto alla “prigione del popolo” ossia una villetta di Tortona, precedentemente acquistata da Franceschini il quale, spacciatosi per un ingegnere sempre in giro per il mondo, sosteneva di cercare una dimora tranquilla e appartata per sé e la sua futura moglie: Mara Cagol. La villetta si sviluppava su due piani, con quello superiore destinato ad accogliere la prigione ricavata in una stanza. Gli unici a conoscenza della prigione di Sossi erano Franceschini,  Cagol e Piero Bertolazzi. Dopo aver percorso qualche centinaio di metri, il furgone si ferma e Sossi viene spostato su una Autobianchi A112 color crema col tettuccio nero guidata da Franceschini, al suo fianco siede Bertolazzi. Prima di imboccare una strada in costruzione e ancora sterrata, la A112 raggiunge una Fiat 128 bianca guidata da Cagol che ha il compito di precederli e avvertirli in caso di pericolo (un posto di blocco) tramite una ricetrasmittente. Questa risulterà essere difettosa quindi inefficace. 

Il pm torinese Bruno Caccia, responsabile dell’inchiesta dopo il rapimento, riporterà:
“Il 18 Aprile, alle 23.20 una Fiat 128 bianca guidata da una donna si fermò a un posto di blocco di carabinieri a Ottone, in provincia di Piacenza; durante il controllo sopraggiunse un Autobianchi A112, color crema, tetto nero targata Milano con due uomini a bordo che forzò il blocco. I carabinieri a causa del forzamento del blocco, non fecero alcun controllo alla 128 e non registrarono la targa; l’auto A112, per quanto subito segnalata non fu più rintracciata.” 
Franceschini racconterà così l’evento: 
“Attendiamo i segnali di Mara, ma non arrivano: pensiamo che tutto sia tranquillo e ripartiamo. Subito dopo la curva c’è il posto di blocco che temevamo. Io sono alla guida, il Nero (Bertolazzi) è seduto al mio fianco, dietro Sossi sempre chiuso nel sacco. Un carabiniere, con la paletta, fa segno di accostare a destra, io rallento come per obbedire e poi accelero di colpo. Il carabiniere si butta di lato e dallo specchietto vedo la macchina di Mara ferma: le stanno controllando i documenti. Vedo anche un uomo in divisa inginocchiarsi in mezzo alla strada e puntarci contro il mitra. Ci sta sparando addosso e io accelero al massimo zigzagando leggermente. Un’altra curva e siamo fuori tiro”.
Nell'intervista rilasciata a Giovanni Minoli per il programma La storia siamo noi, Sossi ha dichiarato che a seguito della sparatoria, l'auto su cui si trovava, incatenato dentro a un sacco, andò a sbattere contro un albero. Fu in quell'occasione che si procurò l'ecchimosi che è evidente nelle prime foto diffuse dalle BR.
Sossi fu sottoposto a interrogatorio da Alberto Franceschini, coadiuvato da Pietro Bertolazzi. La direzione strategica delle Brigate Rosse si riunì e vi furono divergenze. A quel punto il rapimento fu gestito da Alberto Franceschini, Mara Cagol e Piero Bertolazzi. Sossi fu sottoposto a un processo, al termine del quale i brigatisti decisero di ucciderlo, qualora non fossero state accolte le richieste ("Sossi, fascista, sei il primo della lista!" era uno slogan brigatista). Franceschini affermò poi che Sossi avrebbe potuto essere ucciso come extrema ratio, ma che lui cercò sempre di evitare a ogni costo quella soluzione.
Le Brigate Rosse chiesero quindi come contropartita per la sua liberazione la liberazione di otto terroristi del Gruppo XXII Ottobre e il loro trasporto in un Paese amico, ma i Paesi considerati potenziali benevoli ospitanti declinarono tutti l'asilo politico, prima Cuba, poi Algeria e Corea del Nord.
Nel corso di questo sequestro il giornalista Scialoja poté compiere un'intervista ai brigatisti riguardo al sequestro e al processo a cui sottoposero il sequestrato, confermando che Sossi fu scelto come obiettivo sulla base del processo XXII Ottobre. Nella stessa rivendicarono due azioni, definite perquisizioni, presso la sede dei centri Sturzo di Torino e del CRD (Comitato di resistenza democratica) di Milano e ad una domanda sulla violenta condanna del loro operato espressa dalla sinistra extraparlamentare (Manifesto, Lotta Continua, ecc.) risposero: "Non ci interessa sviluppare una sterile polemica ideologica. Il nostro atteggiamento nei confronti dei gruppi extraparlamentari è innanzitutto determinato dalla loro posizione sulla lotta armata. In realtà nonostante le definizioni che essi si attribuiscono, al loro interno prospera una forte corrente neopacifista con la quale non abbiamo niente a che spartire ed anzi riteniamo che si costituirà al momento opportuno in una forte opposizione all'organizzazione armata del proletariato".  Questa intervista fu pubblicata sul settimanale L'Espresso il 16 Maggio 1974 e in seguito il giornalista venne interrogato dal magistrato incaricato delle indagini.
Nel corso del sequestro intervennero pure i Gruppi d'Azione Partigiana genovesi, che, tramite un comunicato diffuso, chiesero alle BR che Sossi fosse liberato soltanto col rilascia dei detenuti del gruppo XXII Ottobre, il loro comunicato terminava con questo slogan "Fuori Rossi o morte a Sossi". 

#### La liberazione
La corte d'assise d'appello di Genova il 20 maggio 1974 diede parere favorevole l'istanza di scarcerazione per il Gruppo XXII Ottobre affinché godessero di libertà provvisoria, subordinandolo al rilascio incolume dell'ostaggio ma il procuratore generale presso la corte d'appello di Genova Francesco Coco (poi ucciso dalle BR) si rifiutò di controfirmare l'ordinanza di scarcerazione degli otto terroristi, e presentò ricorso in Cassazione. Sossi venne comunque liberato a Milano il 23 maggio 1974. 
Il 23 maggio, tre giorni dopo la decisione della Corte d'Appello, ma senza verificarne e attenderne la sua concreta attuazione, Sossi fu liberato dai brigatisti.
Subito dopo la sua liberazione Sossi non cercò di avvisare nessuno, tornò solitario a Genova in treno e infine si presentò alla Guardia di Finanza della sua città.
A causa di alcune contusioni lievi riscontrate su Sossi, a seguito di una vista medica giudiziaria, la Cassazione poté formalmente avere l'appiglio per accettare il ricorso del giudice Coco contro la scarcerazione accettata per lo scambio con Sossi, dei detenuti. 
Alcuni mesi dopo Franceschini fu arrestato dai carabinieri insieme con Renato Curcio, mentre Mara Cagol fu uccisa in uno scontro a fuoco un anno dopo.
Due anni dopo il procuratore Francesco Coco verrà assassinato a Genova l'8 giugno 1976, insieme con due uomini della scorta, dalle BR, come "rappresaglia" per la mancata liberazione e scambio dei prigionieri non mantenuto. Fu il primo magistrato ucciso dal terrorismo rosso.

### Il ritorno in magistratura e l'avvocatura

Mario Sossi dopo il ritorno in attività

Sossi dopo la liberazione tornò alla procura presso il tribunale. Successivamente, prestò servizio alla procura generale della Repubblica presso la corte di appello di Genova e quindi in corte di cassazione a Roma come presidente di sezione, cessando dal servizio in magistratura il 5 luglio 2006.
Intraprese poi l'attività di avvocato penalista, fino alla sospensione provvisoria dall'Albo, decisa nel 2011 per due anni per una denuncia di calunnia.

### L'impegno in politica
Nel 2007 si candidò per il consiglio comunale di Genova per Alleanza Nazionale ottenendo il quarto posto (e primo dei non eletti) con 341 voti. Nel settembre 2008 venne eletto coordinatore di Azione Sociale per la Liguria.
Alle elezioni europee del 2009 si è candidato da indipendente nella lista di Forza Nuova per la circoscrizione Italia nord-occidentale ottenendo 1 016 voti.
Sossi è morto il 6 dicembre del 2019. Era sposato e aveva due figlie.

## Nell'arte
Alla figura di Mario Sossi è stata dedicata, nel 2014, la fiction televisiva in due puntate Il giudice, andata in onda nell'ambito della miniserie Gli anni spezzati, ripreso dal libro di memorie che il giudice scrisse insieme al giornalista Luciano Garibaldi. Sullo schermo, Sossi è interpretato dall'attore Alessandro Preziosi.

## Opere
- Mario Sossi e Luciano Garibaldi, Gli anni spezzati: il giudice nella prigione delle BR, Milano, Ares, 2013.